# 83e brigade d'assaut aéroporté de la Garde
Pour les articles homonymes, voir 83e brigade.
La 83e brigade d'assaut aéroporté de la Garde (en russe : 83-я гвардейская десантно-штурмовая бригада), de son nom complet la 83e brigade indépendante d'assaut aéroporté de la Garde de l'ordre de Souvorov (en russe : 83-я отдельная гвардейская десантно-штурмовая ордена Суворова бригада, abrégé en russe : 83 одшбр), est une brigade des troupes aéroportées russes (no d'unité 71289). 
Basée actuellement à Oussouriïsk, ville du kraï du Primorié, dans l'Extrême-Orient russe ; elle est formée pour la première fois en 1986.

## Histoire

### Ère soviétique
La brigade retrace son histoire jusqu'à la formation du 65e bataillon d'assaut aéroporté à Białogard à partir du 126e bataillon de reconnaissance de la Gardes de la 6e division de fusiliers motorisés de la Garde en novembre 1985, qui faisait partie du groupement nord des forces soviétiques. Entre mai et novembre 1986, le bataillon est agrandi pour former la 83e brigade d'assaut aérien sous le commandement du colonel V. M. Sinitsyne. La brigade participe aux exercices « Drouzhba-86 » des troupes du pacte de Varsovie. En 1988, après les inspections du ministère de la Défense soviétique, la brigade obtient les meilleurs résultats du groupement nord. La brigade remporte en 1989 un concours Krasnaïa Zvezda, impliquant une marche forcée de 10 kilomètres. Le 18 mai 1990, la brigade est subordonnée directement au commandant des forces aéroportées soviétiques et réorganisée en 83e brigade aéroportée. La brigade est transférée à Oussouriïsk dans le district militaire d'Extrême-Orient en juillet.

### Troupes russes
Le 1er février 1996, la brigade est détachée aux troupes aéroportées russes et subordonnée au district militaire d'Extrême-Orient. Lors d'un exercice en 2002, la brigade coopère avec succès avec l'infanterie navale au cap Klerk au sud-ouest de Vladivostok, ce qui lui vaudra les compliments du ministre de la Défense Sergueï Ivanov. À partir du 22 juin 2004, la brigade participe à l'exercice « Mobilnost-2004 ». À l'automne 2006, la brigade reçoit la bannière du Conseil militaire. Le 1er décembre 2013, elle est transférée de nouveau dans les troupes aéroportées russes et obtient le prestigieux statut « de la Garde » le 25 mars 2015.

#### Guerre russo-ukrainienne
En 2022, la brigade aurait participé à l'invasion russe de l'Ukraine. Selon les médias d'État ukrainiens, son commandant adjoint, le lieutenant-colonel Vitali Slabtsov, a été tué au combat lors de l'invasion.
En juillet 2022, le site Internet du Centre national de résistance d'Ukraine signale avoir reçu de grandes quantités d'informations d'une source au sein de la brigade. Le site publie des données personnelles telles que des passeports et des certificats, ainsi que certains documents militaires, y compris des données classifiées telles que des organigrammes, des listes de personnel, des numéros de téléphone et des adresses.
Le 21 mai 2022, le major des forces aéroportées Vladimir Tchiline, qui a précédemment servi en Syrie, est tué en Ukraine puis enterré à Riazan. Il aurait été le commandant adjoint d'un bataillon de la 83e brigade d'assaut aéroporté.
Une roquette ukrainienne HIMARS, avec une ogive à sous-munitions, a frappé un contingent de la 83e brigade le 30 novembre 2024, tuant et blessant au moins 37 soldats dans l'oblast de Koursk, dont quatre officiers.

## Composition
En 1996, la brigade est composée des unités suivantes.
- 598e bataillon aéroporté
- 635e bataillon aéroporté
- 654e bataillon aéroporté
- 9e bataillon d'artillerie de la Garde

La structure de la brigade n'est pas claire ; celle-ci a incorporé un bataillon blindé dans le passé.